# Herb Bobolic
Herb Bobolic – jeden z symboli miasta Bobolice i gminy Bobolice w postaci herbu.

## Wygląd i symbolika
Herb przedstawia tarczę herbową gdzie w polu czerwonym znajduje się biały Baranek Boży z chorągiewką z czerwonym krzyżem.

## Historia
Pierwszym znanym symbolem Bobolic była pieczęć miejska z św. Janem Chrzcicielem stojącym pod baldachimem i trzymającym na lewym przedramieniu Baranka Bożego. Pod jego nogami znajdowała się tarcza herbowa biskupa Fryderyka von Eichstädt z dwoma parami poziomych złotych i czarnych pasów. Na górnym czarnym pasie widniały dwie złote rozety róż, na dolnym jedna.
Symbol z pieczęci z 1477 roku przedstawiał Baranka Bożego z proporcem, umieszczonym na drzewcu opartym o pierś i przytrzymywanym prawą nogą.